# Gil-Pérès

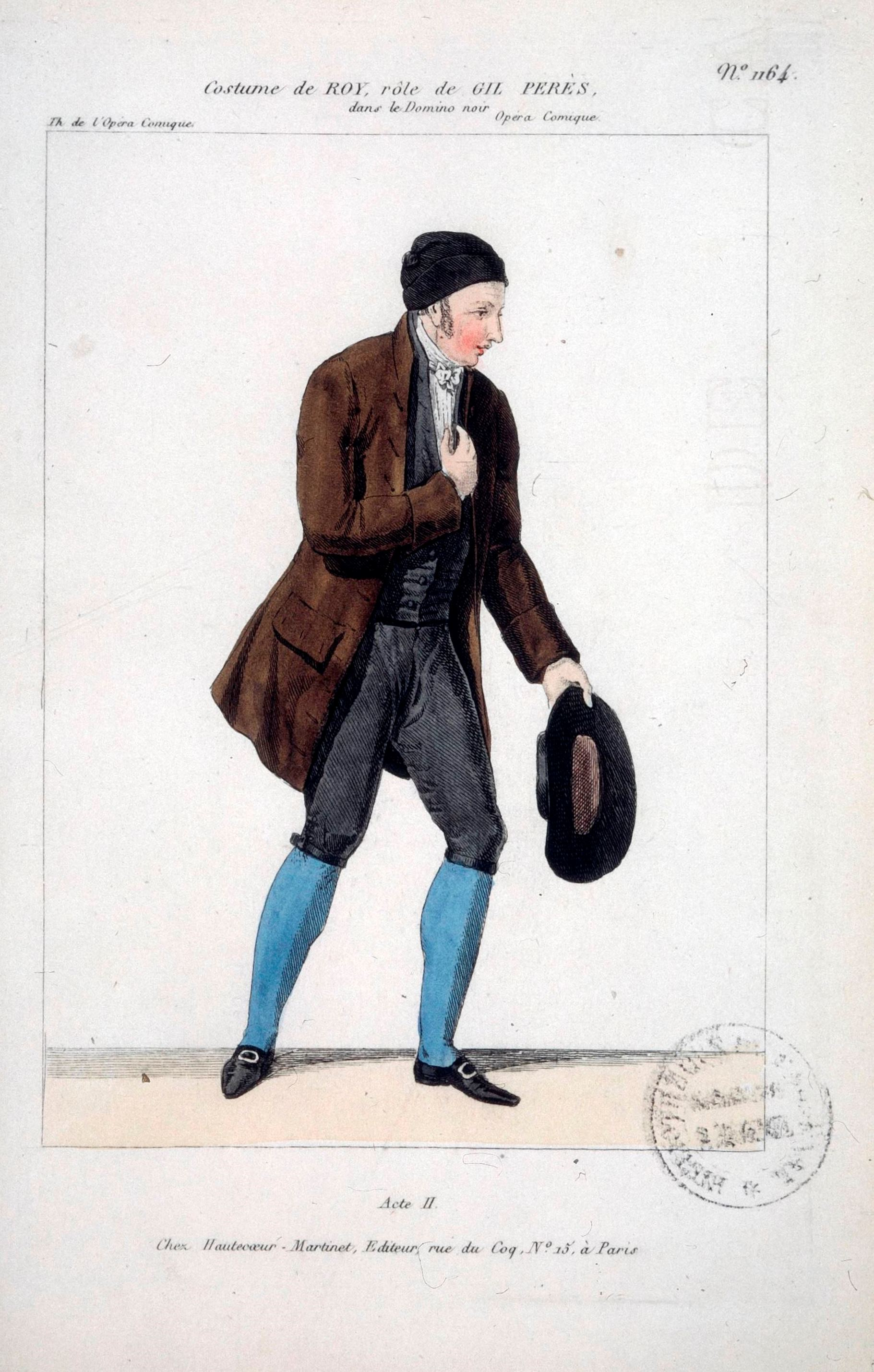
Auber - Le domino noir - Roy (ruolo di Gil Perès)

Gil-Pérès, pseudonimo di Jules-Charles Pérès Jolin (Parigi, 9 luglio 1822 – Vanves, 30 gennaio 1882), è stato un attore teatrale e di vaudeville francese del XIX secolo, membro della compagnia del Théâtre du Palais-Royal di Parigi nella metà del XIX secolo e creò diversi ruoli nelle operette di Offenbach.

## Biografia
Era anche noto per la sua collaborazione nelle commedie di Labiche, spesso come servo.
Fu sepolto nel Cimitero di Passy, dove il suo epitaffio è «le connaître, c'était l'aimer» («conoscerlo voleva dire amarlo»); il monumento è di Amédée Donatien Doublemard.
È stato impersonato da Christian Marin nella serie televisiva francese Les Folies Offenbach (1977).

## Alcuni ruoli
- 1852 (8 maggio): Les Suites d'un premier lit, commedia in un solo atto mescolata con canzoni di Eugène Labiche, Théâtre du Vaudeville: Piquoiseau
- 1854 (9 settembre): Le Baiser à l'étrier, vaudeville in un atto di Edouard Brisebarre, Eugène Nyon, Théâtre du Palais-Royal
- 1857 (26 gennaio): Le Bras d'Ernest, vaudeville, Théâtre du Palais-Royal: title role
- 1860: Les Trois Fils de Cadet-Roussel di Michel Delaporte, Charles Varin e Paul Laurencin, Théâtre du Palais-Royal
- 1861: La Beauté du diable, vaudeville in 3 atti di Eugène Grangé e Lambert-Thiboust, Théâtre du Palais-Royal: La Roussotte
- 1863 (9 maggio): Le Brésilien, commedia di Henri Meilhac e Ludovic Halévy, Théâtre du Palais-Royal[2]
- 1864 (21 dicembre): Le Photographe, commedia-vaudeville di Henri Meilhac e Ludovic Halévy, Théâtre du Palais-Royal[3]
- 1865 : La Succession Bonnet; commedia-vaudeville, del duca di Morny, con un rondò per Gridou (Gil-Pérès) di Offenbach, Corps législatif[4]
- 1866 (2 maggio): Le Myosotis, vaudeville in un atto, di William Busnach, musica di Charles Lecocq, Théâtre du Palais-Royal: Cornillon
- 1866 (31 ottobre): La Vie parisienne, opera buffa di Jacques Offenbach, libretto di Henri Meilhac e Ludovic Halévy, Théâtre du Palais-Royal:[5] Bobinet
- 1868 (6 maggio): Le château à Toto, opera buffa in tre atti, musica di Offenbach, libretto di Henri Meilhac e Ludovic Halevy, Théâtre du Palais-Royal: Le Baron de Crécy-Crécy
- 1874 (2 aprile): Le Homard, vaudeville in un atto, di Edmond Gondinet Théâtre du Palais-Royal: Romanèche
- 1874 (24 novembre): La Boule, commedia in quattro atti, di Henry Meilhac e Ludovic Halevy, Théâtre du Palais-Royal: La Musardière